# François Para du Phanjas
François Para du Phanjas est un philosophe et mathématicien français né au château de Phanjas (Dauphiné) en 1724 et mort à Paris en 1797. 
Admis dans l’ordre des jésuites, il fut chargé par ses supérieurs d’enseigner les mathématiques et la philosophie à Grenoble, à Marseille, à Besançon, où ses cours eurent le plus grand succès. Lors de la suppression de son ordre, Para se rendit à Paris, reçut une pension de l’archevêque et de la princesse Adélaïde, tante de Louis XVI, et put se livrer entièrement à ses travaux scientifiques. 
Au début de la Révolution, il prêta le serment exigé par la constitution civile du clergé, traversa sans être inquiété le temps de la Terreur et termina ses jours aux Madelonnettes. 

## Œuvres
On lui doit des ouvrages importants et estimés, notamment : 
- Éléments de métaphysique sacrée et profane ou Théorie des êtres insensibles (Besançon, 1767, in-8°), traité remarquable par l’élévation de la pensée, la perfection de la méthode et la clarté du style ;
- Théorie des êtres sensibles ou Cours complet de physique spéculative expérimentale, systématique et géométrique (Paris, 1774, 4 vol. in-8°) ;
- Principes de la saine philosophie conciliés avec ceux de la religion ou la Philosophie de la religion (Paris, 1774, 2 vol. in-8°) ;
- Principes du calcul et de la géométrie ou Cours complet de mathématiques (Paris, 1773, in-8° ; 1779, 3 vol. in-8°) ;
- Institutiones philosophicæ (Paris, 1780) ;
- Tableau historique et philosophique de la religion (Paris, 1784, in-8°) ;
- Théorie des nouvelles découvertes en physique et en chimie (Paris, 1786, in-8°).

Citons encore de ce laborieux savant un recueil d’Odes, chants lyriques et autres bagatelles fugitives (Paris, 1774, in-12). Comme il n’attaquait qu’indirectement, et sans parler des personnes, la philosophie du XVIIIe siècle, il était ménagé, respecté même par les philosophes de son temps.